# (105) Артемида
(105) Артеми́да (лат. Artemis) — астероид из группы главного пояса, который был открыт 16 октября 1868 года американским астрономом Дж. К. Уотсоном в Детройтской обсерватории и назван в честь богини охоты Артемиды из древнегреческой мифологии.

Орбита астероида Артемида и его положение в Солнечной системе
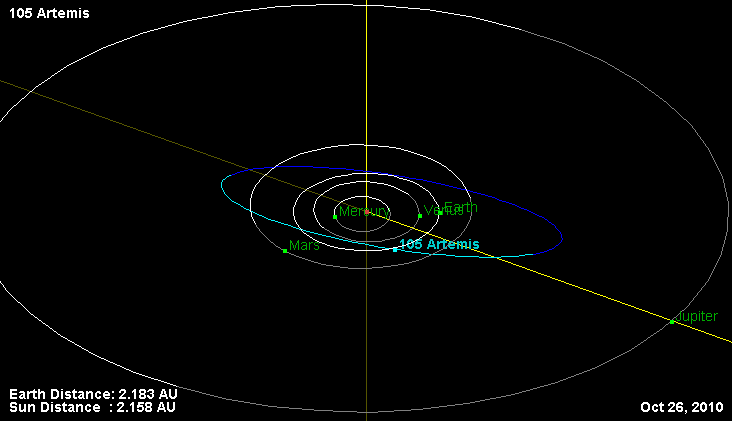
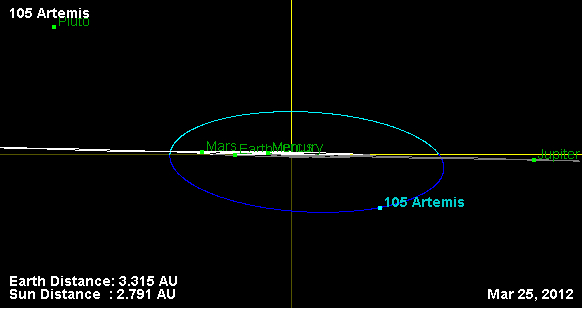